# Fredersdorf (Zichow)
Fredersdorf ist ein Ortsteil der Gemeinde Zichow des Amtes Gramzow im Landkreis Uckermark in Brandenburg.

## Geografie
Das Gebiet um Fredersdorf liegt zwischen den Urstromtälern von Ucker, Welse und Randow auf einer Grundmoränenhochfläche, die durch zahlreiche Sölle gekennzeichnet ist, von denen sich einige unmittelbar östlich von Fredersdorf befinden. Der Ort liegt in einem baumlosen, landwirtschaftlich intensiv genutzten Gebiet auf etwa 50 m ü. NN. Das Bodenrelief ist wellig, die Erhebungen Schwarzer Berg mit 63 m und Spitzenberg mit 69 m ü. NN ragen nur wenig über die Umgebung hinaus. Westlich von Fredersdorf liegt ein mehrere Hektar großes Feuchtgebiet, das als Weideland genutzt wird.

## Geschichte
Der Name des Ortes deutet auf die Gründung durch einen Lokator namens Friedrich im Rahmen der Deutschen Ostkolonisation. Der als Angerdorf angelegte Ort gehörte zum am Ende des 12. Jahrhunderts gegründeten Prämonstratenserkloster Gramzow. Über den Zeitpunkt des Erwerbs durch das Kloster ist nichts überliefert, die älteste schriftliche Nachricht über die Existenz Fredersdorfs ist als Fredrickstorff aus dem Jahr 1540 überliefert. Im 14. Jahrhundert war Fredersdorf und seine unmittelbare Umgebung pommersch. Seit der Reformation gehörte Fredersdorf zum Amt Gramzow.
Im Erbregister des Klosters Gramzow von 1592 finden sich genauere Angaben zur Einwohnerstruktur Fredersdorfs:
- elf Hüfner
- acht Bauern mit einem Besitz von vier Hufen Land
- sechs Kossäten
- zwei Bauern mit einem Besitz von drei Hufen Land
- ein Bauer mit einem Besitz von fünf Hufen Land (davon 3 Hufen Pfarrland)
- ein Setzschulze

1678 siedelten sich in Fredersdorf 40 Hugenotten an, die eine eigene, in Gramzow eingepfarrte (Reformierte) Kirchengemeinde gründeten.
Während des Dreißigjährigen Krieges wurde die Fredersdorfer Kirche von durchziehenden Truppen des Feldmarschalls Johan Banér niedergebrannt. Sie wurde 1703 unter Erhalt des alten Mauerwerks wieder aufgebaut und erhielt einen Turm mit zwei Glocken.
Für das Jahr 1805 liegen folgende Zahlen vor:
- 18 Einlieger
- 9 Ganz- und 2 Halbbauern
- sechs Büttner
- fünf Ganzkossäten
- eine Schmiede
- ein Krug
- eine Mühle

1906 bekam Fredersdorf Anschluss an das Eisenbahnnetz. Die Strecke von Schönermark nach Gramzow der Kreisbahn Schönermark–Damme verlief allerdings westlich des Ortes vorbei, so dass der Bahnhof etwa zwei Kilometer außerhalb des Dorfkerns lag. Am 26. Mai 1979 wurde der Betrieb der Bahnlinie wegen Unrentabilität eingestellt, die Gleise später abgebaut.
Bis zum 30. Dezember 2001 war Fredersdorf eine selbständige Gemeinde und gehört heute wie das benachbarte Golm als Ortsteil zur Gemeinde Zichow.
Zu den heute aktiv das Dorfleben bestimmenden Vereinen gehören der Dorfverein und der Reit- und Fahrverein Fredersdorf sowie die Freiwillige Feuerwehr.

## Wirtschaft und Infrastruktur
Fredersdorf hat sich den ländlichen Charakter bis heute bewahrt, die Einwohner sind in der Landwirtschaft oder in Handwerksbetrieben beschäftigt. Ein kleiner Betrieb, der sich mit Automatisierungstechnik beschäftigt, ist in Fredersdorf ansässig. Im Dorf gibt es eine Kindertagesstätte; Grundschulstandorte sind das nahe liegende Passow sowie die Gemeinde Gramzow.
Verkehrsanbindung
Durch das Gemeindegebiet führt die Verbindungsstraße von Passow über Golm und Fredersdorf nach Zichow. In Zichow besteht Anschluss an die Bundesstraße 166 von Schwedt/Oder zum Autobahnkreuz Uckermark (A 11 / A 20) sowie zur Kreisstadt Prenzlau. Am südlichen Ortsausgang Fredersdorfs zweigt eine Straße nach Polßen an der Bundesstraße 198 ab. Der Bahnhof im nahegelegenen Passow liegt an der Bahnlinie Berlin-Stettin.

## Sehenswürdigkeiten

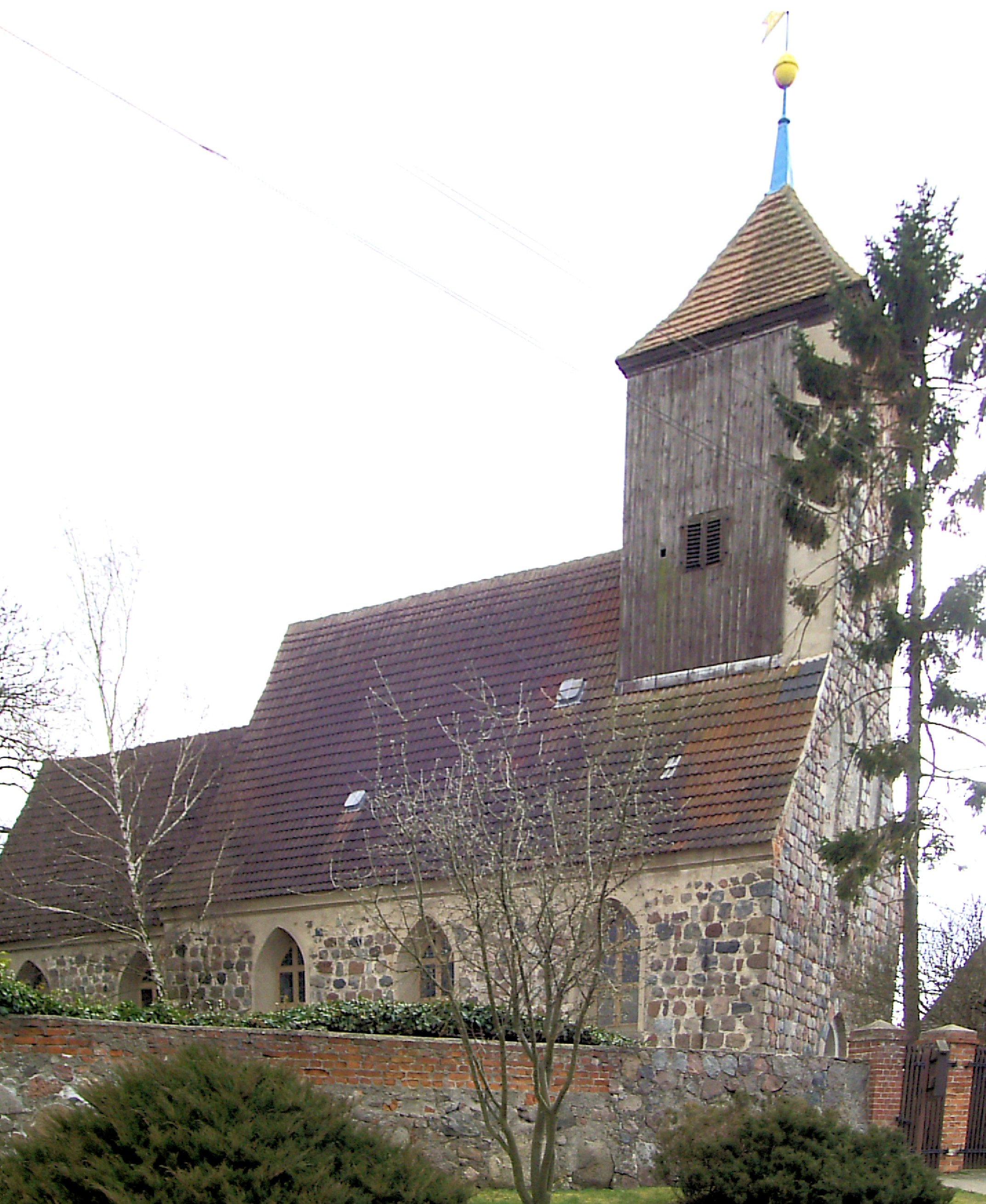
St.-Marien-Kirche

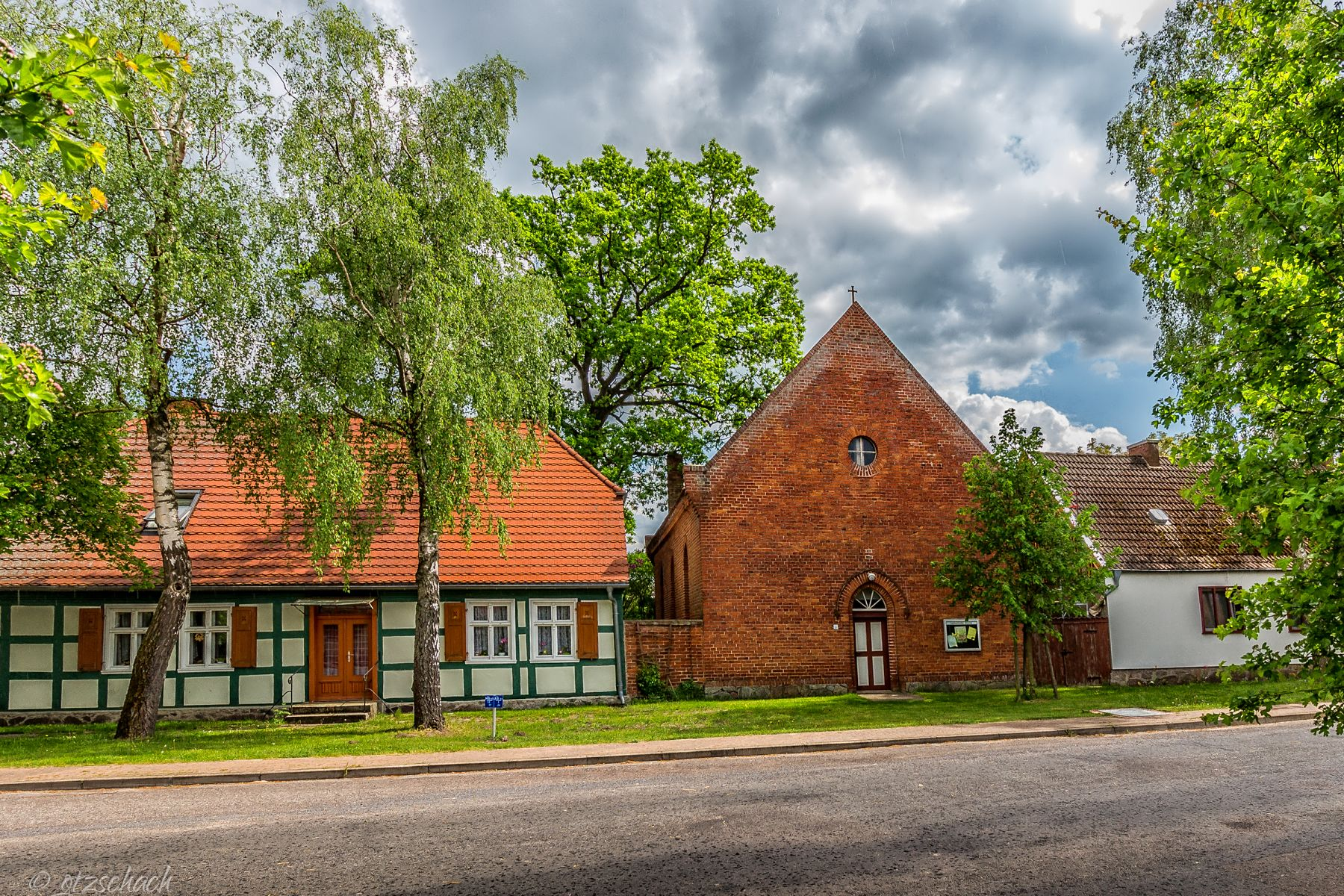
Ev.-lutherische Kirche

- Die evangelische St.-Marien-Kirche ist ein im 13. Jahrhundert errichteter Feldsteinbau mit eingezogenem Rechteckchor und verbrettertem Fachwerkturm über dem Westgiebel von 1703, die nach ihrer Zerstörung im Dreißigjährigen Krieg Anfang des 18. Jahrhunderts unter Erhalt des alten Mauerwerks wieder aufgebaut worden ist.
- Die Evangelisch-Lutherische Kirche ist ein schlichter neugotischer Backsteinbau von 1851.

## Persönlichkeiten
- Heino von Pfuel (1550–1602), Herr auf Fredersdorf und Garzin, Oberst im Dienst des Kurfürsten Johann Georg von Brandenburg
- Herbert Breger (* 1946), Wissenschaftshistoriker und Philosoph